# Can Castells (Gelida)
Can Castells és una obra noucentista de Gelida (Alt Penedès) protegida com a Bé Cultural d'Interès Local.

## Descripció
És una de les primeres torres d'estiueig fetes a Gelida dins el nucli urbà. Ocupa un ampli xamfrà a tres vents, amb cossos esgraonats formant quatre plantes, àmplies terrasses i un jardí. Està coronat per una teulada a dues vessants i un mirador o torratxa-mirador. En estar situat enmig d'altres torres de la mateixa època i dins també de corrents modernistes i noucentistes, aquesta casa ofereix una estètica de conjunt magnífica.

## Història
A darreries del segle xix i principis del XX, Gelida es posà de moda entre la classe benestant barcelonina que ja necessitava fugir de la gran ciutat. Aquesta burgesia, aprofitant el clima, la tranquil·litat, el paisatge i les fonts de la vila, construí una colla de xalets o torres dins els corrents més al dia d'aleshores. Aquesta casa és fruit d'aquell moviment, que paral·lelament també organitzà festes modernistes, jocs florals i balls i festivals musicals com a Sitges, els quals atragueren poetes, pintors i música de moda a Gelida.